# André Halbout
André Halbout, né le 4 janvier 1900 à Vire et mort le 22 septembre 1982 dans la même commune, est un pharmacien et homme politique français. Il est maire de Vire de 1944 à 1958 et de 1965 à 1971 et député du Calvados de 1962 à 1967.

## Biographie
Pharmacien de profession comme son père, il entre au conseil municipal de Vire le 25 juillet 1937. Membre de la Résistance locale, il perd sa mère, son épouse et son fils lors des bombardements de la cité viroise en juin 1944. En octobre de la même année, le gouvernement provisoire le nomme premier édile et il succède à Alfred Mesrouze, qui avait démissionné quelques jours après la libération de la commune.
En 1945, il est élu maire de Vire et devient conseiller général du canton éponyme. Reconduit dans ses fonctions de premier magistrat en 1947 et 1953, il quitte ce mandat en avril 1958 après sa défaite aux élections cantonales. Quelques jours plus tard, l'ensemble du conseil municipal démissionne à son tour.
Lors des législatives de 1962, il se présente dans la 5e circonscription du Calvados, celle de Vire, sous l'étiquette UNR-UDT et fait face au député sortant indépendant Jacques Le Roy Ladurie et au communiste Eugène Bourey. Le 18 novembre, il est largement élu dès le premier tour.
Sur les bancs de l'Assemblée nationale, il siège au sein du groupe parlementaire gaulliste et intègre la commission de la production et des échanges. Il effectue un seul mandat car candidat à sa réélection en 1967, et bien qu'arrivé en tête au premier tour, il est battu de justesse par le centriste Marcel Restout.
En mars 1965, il retrouve la mairie de Vire pour six années et ne se représente pas lors du scrutin municipal de 1971, cédant son fauteuil au député UDR de la circonscription Olivier Stirn. Considéré comme le « reconstructeur de la ville » après-guerre, il se voit décerner le titre de maire honoraire.
Il est par ailleurs président du tribunal de commerce de 1958 à 1967 et membre du conseil économique et social de 1968 à sa mort.
À son décès, le 22 septembre 1982, le conseil municipal de Vire décide de lui rendre hommage en rebaptisant la rue du Calvados, rue André-Halbout.

## Détail des fonctions et des mandats
Mandat parlementaire
- 6 décembre 1962 - 2 avril 1967 : député de la 5e circonscription du Calvados

Mandats locaux
- octobre 1944 - avril 1958 : maire de Vire
- septembre 1945 - mars 1958 : conseiller général du canton de Vire
- mars 1965 - mars 1971 : maire de Vire

## Décorations
- Chevalier de la Légion d'honneur (1951)
- Officier de la Légion d'honneur (1969)[3]
- Commandeur de l'ordre national du Mérite
- Croix de guerre 1939–1945
- Officier de l'ordre des Palmes académiques
- Chevalier de l'ordre du Mérite agricole
- Croix du combattant volontaire de la Résistance
- Médaille d'argent départementale et communale